# Prałatura terytorialna Infanta
Prałatura terytorialna Infanta, diecezja rzymskokatolicka na Filipinach. Powstała w 1950 z terenu diecezji Lipa.

## Lista biskupów
- Patrick Shanley, † (1953–1960)
- Julio Xavier Labayen, O.C.D. (1966–2003)
- Rolando Tirona, O.C.D. (2003–2012)
- Bernardino Cortez, (2014–2025)
- Dave Capucao (nominat)